# Hörnefors distrikt
Hörnefors distrikt är ett distrikt i Umeå kommun och Västerbottens län. Distriktet ligger omkring Hörnefors i södra Västerbotten. En del av distriktet (området kring Norrbyn) ligger i Ångermanland. 

## Tidigare administrativ tillhörighet
Distriktet inrättades 2016 och utgörs av Hörnefors socken i Umeå kommun.
Området motsvarar den omfattning Hörnefors församling hade 1999/2000.

## Tätorter och småorter
I Hörnefors distrikt finns fyra tätorter och fem småorter.

### Tätorter
- Brännäset
- Hörnefors
- Norrmjöle
- Sörmjöle

### Småorter
- Djupviken (del av)
- Norrbyn
- Stenviken
- Sörmjöle havsbad (östra delen)
- Ängersjö